# Archie-Gleichung
In der Petrophysik beschreibt die Archie-Gleichung rein empirisch den Zusammenhang zwischen der In-situ-Leitfähigkeit eines Gesteins und der Leitfähigkeit des Wassers, mit dem die Poren vollständig gesättigt sind ({\displaystyle S_{W}=1}, vgl. unten). Die Gleichung gilt nur für „tonfreie“ Gesteine. Angewendet wird die Gleichung auf Bohrlochmessungen bei der Ölexploration und zur Überwachung von Salzbergwerken und Deponien.
{\displaystyle F={\frac {\rho _{b,s}}{\rho _{W}}}={\frac {a}{\phi ^{m}}}} (1. Archie-Gleichung)
mit:
- dimensionsloser Formationsfaktor F, fasst den Einfluss der Porengeometrie zusammen
- spezifischer Widerstand {\displaystyle \rho _{b,s}} des gesättigten Gesteins
- spezifischer Widerstand {\displaystyle \rho _{W}} des Porenwassers
- Tortuositätsfaktor oder auch Zementationsachsenabschnitt a (0,6 bis 1)
- Porosität {\displaystyle \phi } (Porenvolumen/Gesamtvolumen, mit zunehmender Zementation abnehmend)
- Zementationsexponent m (1,3 für Sand, 1,8 bis 2 für Sandstein).

Falls das Porenvolumen nur zum Bruchteil {\displaystyle S_{W}<1} mit der wässrigen Phase gefüllt ist, wirkt sich das ähnlich aus wie eine entsprechend kleinere Porosität:
{\displaystyle {\frac {\rho _{b}}{\rho _{W}}}={\frac {a}{\phi ^{m}S_{W}^{n}}}} (2. Archie-Gleichung)
Der Sättigungsexponent n wird meist auf Werten nahe 2,0 festgehalten. Dass und wie sich dabei der Achsenabschnitt a ändert, hängt davon ab, ob
- die wässrige Phase den Stein benetzt und Luft verdrängt oder
- Erdöl den Stein benetzt und im Volumen von der wässrigen Phase verdrängt wird.